# Solina (grano)
(Detto abruzzese)
Il grano Solina o grano di Solina è una cultivar autoctona di grano tenero aristato, che rientra tra i prodotti agroalimentari tradizionali abruzzesi e fa parte dei Presidi Slow Food dell’Abruzzo; è coltivata al di sopra dei 750 metri sul livello del mare nell'area del parco nazionale del Gran Sasso e Monti della Laga, sul versante della provincia dell'Aquila, ma anche nella Marsica, nell'altopiano delle Cinquemiglia e in tutta l'area dell'appennino abruzzese.
Probabilmente originaria della Turchia e del Medio Oriente, è dotata di straordinaria rusticità e di adattabilità a situazioni pedoclimatiche difficili. Di produttività limitata, garantisce produzioni costanti, che hanno contribuito significativamente alla sicurezza alimentare delle famiglie contadine, e si presta a sistemi di agricoltura biologica e a basso impiego di input. A seconda dell’altitudine, si semina dalla metà di settembre alla seconda decade di ottobre e si raccoglie dalla metà di luglio alla terza decade di agosto e oltre. 
Inserita dall’ONU tra i dieci prodotti alimentari di montagna più rari e preziosi del pianeta, è iscritta nel Registro Nazionale Varietà da Conservazione ed è Prodotto Agroalimentare Tipico e Presidio Slow Food. Inoltre, una dozzina di agricoltori e imprenditori del settore hanno costituito il Consorzio Produttori Solina d'Abruzzo con l'obiettivo di tutelare la varietà, reintrodurla e svilupparla commercialmente. Dal Solina si preferisce ottenere farina integrale, adatta per la preparazione di pane casareccio, pasta fresca e dolci tradizionali, indicata per chi soffre di intolleranza o sensibilità al glutine.

## Storia
La Solina era probabilmente coltivata già in epoca romana. Si ritiene, infatti, che essa possa coincidere con il siligo (che si traduce con frumento di prima qualità) citato da Columella, di cui parla Plinio nella Naturalis Historia e dal quale si otteneva un ottimo pane. La sua lontana origine è tramandata anche da significativi detti popolari, che ne sottolineano la costanza produttiva e le elevate caratteristiche organolettiche.
La coltivazione della Solina in Abruzzo è accertata da fonti storiche documentali all’inizio del XVI secolo, quando viene menzionata in alcuni atti notarili di compravendita stipulati presso la Fiera di Lanciano, in provincia di Chieti. Una successiva citazione risale alla fine del XVIII secolo, quando Michele Torcia nel suo saggio Itinerario Nazionale Pel paese de Peligni, la cita come uno dei grani da cui si otteneva uno tra i migliori pani del Regno di Napoli.
All'inizio del XX secolo, la coltivazione del grano tenero in Italia si basava principalmente su genotipi autoctoni (Gentil Rosso, Cologna, Rieti, Solina) e francesi (ad es. Inallettabile); il miglioramento genetico era limitato alla selezione delle loro migliori varianti. Furono i grani selezionati da Nazareno Strampelli (1866-1942) agronomo, genetista, giustamente considerato il pioniere del miglioramento genetico del frumento in Italia, che permisero al Paese di aumentare la produzione agricola durante la cosiddetta Battaglia del grano (1925-1940), varata dal governo per raggiungere l'autosufficienza nella produzione di grano. Tra questi frumenti, la Solina è stata ampiamente utilizzata nei programmi di ibridazione svolti in Italia, forsanche dallo Strampelli per alcuni esperimenti e incroci con varietà locali - il genetista Mario Bonvicini le dedicò una monografia ancora nel 1936 -, ma l'interesse scientifico è cresciuto progressivamente solo negli ultimi anni.
In seguito, con la Rivoluzione verde (1940–1960), che ha consentito di raddoppiare la produzione di frumento negli ultimi quaranta anni, il patrimonio genetico rappresentato da molte antiche varietà autoctone è stato trascurato a favore di cultivar ad alto rendimento (High-yielding varieties - HYV), resistenti alle malattie e all'allettamento e altamente reattive agli input. La gestione delle sementi autoctone è diventata tipicamente una conservazione in azienda condotta dagli stessi agricoltori locali e ha permesso di evitare l'erosione genetica e di ottenere nuovi alleli, derivanti da mutazioni casuali o da altre popolazioni prossime. La diversità genetica è stata preservata e accresciuta dalle pratiche agronomiche tradizionali empiriche utilizzate dagli agricoltori locali e oggi molti sforzi scientifici sono volti a comprenderla e sfruttarla. In questo contesto, data l'importanza che la Solina riveste sia dal punto di vista storico che economico, nel 2007 è stata inserita tra le specie autoctone target in uno studio europeo finalizzato alla conservazione, riproduzione e produzione delle sementi.

## Distribuzione, vincoli ambientali e caratteristiche
Allo stato attuale, questa varietà è coltivata su ridotte superfici distribuite nelle zone più interne delle province dell’Aquila, di Pescara e di Chieti. Il clima del territorio in cui ne è diffusa la coltivazione è continentale, con inverni rigidi e lunghi ed estati siccitose. La primavera tende però ad essere sempre più corta e con frequenti ritorni di freddo che possono danneggiare il raccolto.
Dotata di straordinaria rusticità ed adattabilità al clima ed ai terreni poveri e ricchi di scheletro, tipici delle zone ad altitudine elevata, trova la sua collocazione ottimale nelle zone montane e marginali del Gran Sasso, specie nella parte interna del massiccio sul versante aquilano, dove il freddo e le quote elevate permettono di ottenere un risultato qualitativo eccellente. Dotata di elevata resistenza alla siccità primaverile-estiva, è soprattutto in grado di resistere a lungo sotto la neve e al freddo intenso (la sua notevole resistenza alle basse temperature le aveva guadagnato nel ventesimo secolo la definizione di Triticum hybernum) e può essere coltivata fino a 1400 metri e oltre. Nella parte del massiccio che si affaccia su Pescara e Teramo, che gode di un clima più mite per l’influsso del mare Adriatico, la coltivazione non scende mai sotto i 750 metri. 
La sua caratteristica più apprezzata è la costanza produttiva, che, in passato, contribuiva alla sicurezza alimentare delle famiglie contadine. La conferma si ritrova in alcuni detti popolari quali, ad esempio: "la Solina è la madre di tutti i grani"; "se vuoi fare la farina devi coltivare la Solina" "ogni grano torna a Solina" "se je contadine vole jii ajje muline deve sementà la suline" (se il contadino vuole andare al mulino deve seminare la Solina).
I risultati di un’indagine recentissima (aprile 2022), basata sulla genotipizzazione per sequenziamento (DArTseq), hanno messo in evidenza le relazioni genetiche di Solina con le razze autoctone della Turchia e del Medio Oriente e confermato la sua ampia diversità genetica, consentendo di identificare due principali gruppi genetici con origini e tratti di qualità distinti. La Solina rimane geneticamente distante da tutte le cultivar e razze autoctone mondiali riportate nel database CIMMYT e potrebbe dunque anche essere considerata una risorsa genetica unica per i programmi di miglioramento genetico.
Rispetto ai grani moderni, la Solina presenta standard produttivi minori, relativamente alla durata del ciclo ed alla resa. Per le sue caratteristiche, si presta particolarmente a sistemi di agricoltura biologica e a basso impiego di input e alla coltivazione in aree marginali.

## Conservazione e miglioramento della fertilità
Al fine di conservare e migliorare la fertilità del terreno, oltre a limitare l’uso di fertilizzanti esterni all’azienda, si preferisce inserire nella rotazione con la Solina colture da sovescio, in particolare leguminose, da prato o da granella, da sole o in miscuglio con alcune graminacee ed altre essenze, in particolare la segale e il grano saraceno. Otre all’effetto ammendante, la segale ed il grano saraceno hanno infatti un ottimo effetto rinettante sulle erbe infestanti. 
Le rotazioni tradizionalmente utilizzate sono quelle triennali o sessennali. La rotazione triennale prevede: maggese - cereali (grano, orzo, segale, farro) – lenticchia o altri legumi. Nel caso di rotazione sessennale, il maggese può essere sostituito da foraggere per tre anni.
La Solina dà le sue migliori produzioni dopo una coltura sarchiata a ciclo primaverile-estivo (mais, patata) o dopo leguminose da granella (cece, lenticchia, cicerchia), ottimi riscontri si ottengono dopo prato avvicendato di trifoglio annuale o di lupinella, mentre l'erba medica potrebbe causare qualche problema per l’eccesso di forza residua del terreno, causa di un esagerato sviluppo in altezza e del conseguente allettamento. In genere, non si fa seguire altri cereali (il cosiddetto ringrano) con analoghe esigenze nutritive, riducendo anche il rischio di attacchi parassitari ed eventuali problemi sanitari.

## Tecniche e pratiche colturali
Nei terreni di coltivazione abituale della Solima, ricchi di scheletro ed acclivi, che generalmente non presentano suole superficiali e ristagni d’acqua per lunghi periodi, sono solitamente sufficienti un’aratura leggera con polivomere intorno ai 20 cm ed una o due erpicature utili ad affinare i primi 10-15 cm di terreno. 
Ogni agricoltore riproduce i semi per l'anno successivo all'interno della propria azienda. Gli agricoltori non attuano alcun tipo di selezione e non scambiano lotti di semi, se non in casi eccezionali. Questa procedura di moltiplicazione senza l'applicazione di alcuna selezione consapevole, differente da quella applicata per le specie coltivate in purezza con certificazione classica, assicurerebbe l'adattamento della varietà all'area di coltivazione e la conservazione della diversità genetica utile all'interno della popolazione.
La semina è esclusivamente autunnale e va dalla metà di settembre per i terreni a quote più elevate (ad esempio, sull’Altopiano delle Rocche), alla seconda decade di ottobre nelle vallate interne. Si semina meccanicamente in ragione di 200-220 kg di seme per ettaro, corrispondenti a circa 450-500 semi a metro quadro. Ancora oggi i terreni sono misurati con le unità di misura locali: per seminare una coppa di terreno (520 mq) è necessaria una coppa (circa 11 kg) di grano. La varietà dispone di un discreto indice di accestimento che permette di palliare eventuali fallanze dovute a insufficiente preparazione del terreno, semina tardiva o scarsa germinabilità.
La concimazione tradizionalmente utilizzata è quella letamica, suscettibile di essere integrata con prodotti e sottoprodotti organici di origine vegetale previsti dal regolamento C.E. 2092/91. La Solina mal sopporta le concimazioni azotate e i terreni molto fertili in quanto sensibile all’allettamento, a causa della paglia sottile e della taglia elevata. Caratteristiche queste che assumono però un aspetto positivo in quanto conferiscono una buona capacità competitiva contro le malerbe.
È comunque relativamente comune l’impiego di quelle tecniche (agronomiche, biologiche, genetiche, meccaniche) atte a sfavorire e contenere lo sviluppo delle erbe infestanti e degli attacchi parassitari, ad esempio di alcune malattie fungine quali la carie (Tilletia carie, nota come carbonella), cui la varietà è sensibile.
A seconda dell’altitudine, la raccolta si effettua dalla metà di luglio alla terza decade di agosto, in alcune annate è successo che semina e raccolta si siano praticamente sovrapposte. Di produttività limitata (al massimo 20 quintali per ettaro di granella), garantisce però produzioni costanti. Le cariossidi sono grandi (42-46 mg di peso, lunghe 2,85-2,95 mm).
La conservazione avviene generalmente in sacchi. In alcune zone (Valle Subequana), era uso disporre fascetti di alcune erbe odorose tra i sacchi in magazzino, per tenere lontani i topi. Per contrastare attacchi di insetti e funghi, oggi si possono preferire sostanze di uso tradizionale in agricoltura biologica previsti dal Reg. CEE 2092/91.

## Progressi, successi e prospettive di sviluppo
Dal 1996, l'Agenzia Regionale per i Servizi di Sviluppo Agricolo (ARSSA), che ha raccolto e studiato il germoplasma locale in tutta la regione, ha rivelato la grande diversità ancora presente nelle aree montane, sensibilizzando i produttori di grano Solina, che hanno fondato il Consorzio Produttori Solina d'Abruzzo. Il Consorzio, che ha l'obiettivo di tutelare la varietà, reintrodurla e svilupparla commercialmente, riunisce una dozzina di agricoltori impegnati a coltivare anche altre varietà di cereali della tradizione agraria abruzzese, secondo i metodi e le regole propri dell’agricoltura biologica. Inoltre, insieme al Parco Nazionale Gran Sasso e Monti della Laga e della Maiella, i soci del Consorzio hanno sviluppato una rete di ristoranti e agriturismi che utilizzano Solina per la preparazione delle loro pietanze.
Costituito il Consorzio, ha preso il via il progetto Raccolta, conservazione e studio del germoplasma di specie autoctone di interesse agrario nella Regione Abruzzo finanziato dall'Unione Europea, in collaborazione con la Facoltà di Agraria dell'Università degli Studi di Perugia. Lo scopo del progetto era quello di far conoscere il patrimonio varietale locale attraverso una prima indagine, dopodiché caratterizzare e conservare le varietà individuate. Sementi delle varietà ritrovate, Solima compresa, sono conservate presso la banca del germoplasma dell’Istituto di Miglioramento Genetico Vegetale dell’Università degli Studi di Perugia.
L’Unione Europea ha anche finanziato due progetti di ricerca nell’ambito dei quali sono stati condotti studi sulla Solina rispetto ad altre varietà autoctone e a varietà commerciali: Farm Seed Opportunities (2007-2009) e SOLIBAM (2010-2014). Questi studi hanno mostrato che questa varietà è caratterizzata da una struttura genetica molto diversificata e complessa, principalmente causata da due fattori: le diverse condizioni di montagna in cui i piccoli coltivatori hanno sviluppato e mantenuto la varietà e il fatto che essa è stata coltivata ininterrottamente dagli agricoltori nel tempo.
Il frumento Solina è anche al centro del progetto Preparatory Action on Eu plant and animal genetic resources in agriculture, finanziato dall’Unione Europea, che riconosce valore e dedica risorse al recupero, alla salvaguardia e alla valorizzazione di una varietà considerata elemento fondante del patrimonio europeo di biodiversità agraria. A tali Azioni preparatorie ha fatto seguito la pubblicazione, nell’agosto 2017, del progetto Coltivazione del Grano Solina nella sua zona di origine, per la salute umana e ambientale, che si propone di sostenere lo sviluppo della Solina in territori selezionati dell’Abruzzo e la commercializzazione dei prodotti trasformati. Nella sua implementazione è previsto il coinvolgimento, tra gli altri, di undici agricoltori, soci del Consorzio e di un’altra decina potenzialmente interessati; di fornitori di prodotti per l’agricoltura, di un mulino, di alcuni forni e di un pastificio.
Il Parco naturale regionale Sirente-Velino ha pubblicato un Disciplinare, approvato con Delibera del Consiglio Direttivo n° 23 del 23/09/2008, che definisce i requisiti e le procedure necessari per la concessione del Marchio di Qualità del Parco Naturale Regionale Sirente-Velino da parte delle aziende che producono e commercializzano grano Solina. Inserita dall’ONU tra i dieci prodotti alimentari di montagna più rari e preziosi del pianeta, è tra le poche varietà di cereali iscritte nel Registro Nazionale Varietà da Conservazione presso il Ministero delle Politiche Agricole con DM MIPAAF del 14 marzo 2007 (GU n.74 del 29/03/2017). 
La Solina è stata inoltre riconosciuta Prodotto Agroalimentare Tipico (PAT) dal Ministero delle Politiche Agricole e Forestali con il supporto tecnico della Regione Abruzzo. Il riconoscimento PAT si basa su evidenze che dimostrano l'uso di una razza autoctona (o di un prodotto alimentare trasformato) in una determinata area per almeno 25 anni. Inoltre, nel 2014, Slow Food l'ha inserita tra i suoi presìdi e, nel giro di pochi anni, i prodotti derivati sono diventati un must in molti ristoranti di alto livello ed è comune trovare prodotti anche fuori dall'Abruzzo.

## Altro
La Solina ha anche varcato l’Oceano Atlantico. Un agricoltore di Bristol (Northern Indiana, USA) ha seminato questo frumento nell’ottobre del 2017 e lo ha raccolto alla fine di giugno 2018. Il raccolto sarebbe stato soddisfacente, nonostante le piogge persistenti e i conseguenti prolungati ristagni nel terreno.

## Impieghi
Oltre alla granella, che costituisce il prodotto principale, il frumento produce paglia e pula. 
Una parte della granella (il 10-15% circa) viene conservata per le semine dell’anno successivo, il resto destinato alla confezione di paste alimentari e, in minima parte, di birra. La paglia è un eccellente materiale per lettiera e un sano alimento complementare per la razione giornaliera dei cavalli, mentre la pula trova impiego come foraggio di bassa qualità.
La farina ha un colore chiaro, è morbida al tatto, poco tenace, ha sapore naturalmente pieno ed è particolarmente adatta per la preparazione del pane casareccio, della pasta fresca e dei dolci tradizionali. Essa conferisce ai derivati da forno proprietà organolettiche tipiche, particolarmente apprezzate dagli abitanti della regione. Inoltre, questa farina migliora la qualità della cottura e il sapore di altre farine con cui viene miscelato. Queste qualità sono anche enfatizzate da alcuni detti popolari secondo i quali "quella di Solina è superiore a tutte le farine” e, ancora, che "quella di Solina aggiusta tutte le farine".
La farina ottenuta dal grano Solina è discretamente provvista di proteine (13,5-15,5%), con un basso contenuto di glutine, 10-11% contro il 14-17% delle varietà moderne, e comprovate proprietà antiossidanti ed è quindi particolarmente indicata per chi soffre di intolleranza o sensibilità.
Dalle cariossidi del Solina si preferisce ottenere farina integrale, piuttosto che farina bianca, più raffinata e priva di crusca e cruschello. Il grosso della produzione, proveniente prevalentemente da coltivazione biologica e destinato al consumo familiare e di nicchia, è macinato in piccoli impianti di bassa macinazione o a pietra con i quali il germe rimane nella farina.
In Abruzzo, la farina di Solina, oltre che per la preparazione di paste fresche tradizionali, veniva (e viene tuttora) utilizzata soprattutto per il pane. Il Grano Solina ed in particolare il Pane di Solina sono Prodotti agroalimentari tradizionali abruzzesi (PAT) riconosciuti dal Ministero delle politiche agricole alimentari e forestali. L’impiego della farina di Solina è diffuso, non solo nella zona di produzione, anche per molti Prodotti agroalimentari tradizionali abruzzesi, tra i quali si citano i seguenti:

### I pani e le pizze
- Pane: le caratteristiche particolari di questo tipo di pane sono il colore tendenzialmente scuro, tipico della farina di Solina (preferibilmente macinata con un molino a pietra), il profumo fragrante per lungo tempo e il sapore piacevolmente amarognolo. Le pagnotte di forma ovale o circolare pesano da uno a tre chilogrammi, solitamente ben sviluppate in altezza. Al taglio, risultano compatte, con un’occhiatura piccola, regolare e ben distribuita.

- Pane con le patate: prodotto tradizionale e caratteristico delle zone interne abruzzesi, in particolare dell’aquilano e del teramano, dove le patate vengono coltivate, e trae origine dalla necessità, in tempi passati, di risparmiare farina mediante l’aggiunta di un altro prodotto vegetale di minor costo. Si può conservare anche per una settimana senza che perda morbidezza e fragranza. È caratterizzato da un colore piuttosto scuro in superficie e ha un sapore più intenso rispetto al pane prodotto solo con farina e un profumo molto gradevole, soprattutto appena sfornato.

- Pagnotta da forno di Sant'Agata: pane sacro legato alla celebrazione della festa di Sant’Agata che si celebra a Castelvecchio Subequo (in provincia dell'Aquila) il 5 febbraio e il 20 agosto. In queste occasioni vengono preparati pani a forma di seno, portati nella chiesa rurale a lei dedicata, che vengono benedetti e bagnati nell’acqua della sorgente adiacente.

- Pizza ”scima” o ”scime” (pizza azzima): questa pizza, che da tempi remoti ha rappresentato un elemento sostitutivo del pane, ha la caratteristica di essere preparata senza lievito, testimoniando una probabile origine dalle numerose comunità ebraiche storicamente presenti in Abruzzo. Per ciascuna zona di produzione si sono affermate varianti, sia negli ingredienti utilizzati sia nella procedura seguita nella preparazione, sebbene gli elementi costitutivi di base restino farina, olio extravergine di oliva, acqua e sale. A Roccascalegna (in provincia di Chieti), da vari anni, si tiene in estate la sagra della pizza ”scime”, manifestazione mirata alla riscoperta dell’apprezzato prodotto tipico locale.

- Pizza con le “sfrigole” (”zuffricul”): pizza bianca con impasto di massa, strutto, sale e appunto le “sfrigole”, ovvero le croccanti scaglie di grasso e tessuti connettivi che restavano nella padella quando un tempo si preparava lo strutto in casa.

- Pizza rustica salata: torta di pasta frolla, di forma circolare o rettangolare, dal ripieno salato ricco e sostanzioso a base di scamorza, formaggio fresco o pecorino, prosciutto, lonza, salsicce di maiale, uova e parmigiano, il tutto tagliato a pezzettini. La ricetta varia da zona a zona e può prevedere anche ingredienti quali panna, prosciutto cotto, noce moscata, olive e mozzarella. È preparata durante tutto l’anno e viene consumata non solo in occasione di cerimonie e di festività, ma anche come colazione, antipasto o merenda.

### Le paste
- Fiadone (o fiaùni): tipico prodotto da forno abruzzese e molisano che si prepara per le feste pasquali, anche se si consuma tutto l'anno, sia nella versione salata, più diffusa nelle aree litoranee, che dolce, più comune nelle aree interne. Ha la forma di un raviolo, la cui sfoglia esterna viene preparata con un impasto di uova, olio, vino bianco, farina, mentre il ripieno è a base di formaggio a pasta dura come Rigatino e Pecorino, oppure di ricotta di mucca o di pecora, il tutto amalgamato con uova e spezie (noce moscata e/o pepe macinato, e nell'aquilano, anche zafferano).

- Maccheroni o Spaghetti alla chitarra: pasta all'uovo, simbolo della cucina abruzzese, realizzata con uno strumento detto chitarra. Preparati generalmente con ragù misto di carne di manzo, maiale e agnello.

- Ndurciullune: pasta fresca lavorata a mano, a base di semola di grano duro e farina di grano tenero, in spaghetti lunghi e sottili a sezione rettangolare, conditi con sugo a base di carne di castrato o di pecora, pomodoro a pezzetti, olio extravergine di oliva e varie spezie aromatiche. Caratteristica del territorio attraversato dall'antico tratturo L'Aquila-Foggia, detto Tratturo Magno, nel tratto fra Lanciano e Cupello.

- Pasta alla molinara: preparata con acqua e farina, simile ad una tagliatella. Si accompagna con sugo di agnello o castrato, ma originariamente venivano utilizzati, come condimento, pesce di fiume o, più semplicemente, olio con punte di foglie di aglio, peperoni, prezzemolo. Si mangia sulla spianatora (una superficie piana di legno), dove è stata preparata e condita. Nella accezione più tipica è composta da un unico spaghetto, che poi viene tagliato dai commensali. Tipica di Bisenti, nel teramano.

- Pasta alla mugnaia: pasta all'uovo risultato di un miscuglio di farine, che si caratterizza per la sua forma allungata e irregolare e la particolare consistenza, condita solitamente con un sugo di carne molto ricco. È tipica di Elice, dove ogni anno si celebra l'omonima sagra.

- Pasta con le ceppe: si forma da un impasto privo di uova ed ha la forma caratteristica che si ottiene avvolgendo una striscia di pasta lunga circa 3-4 centimetri e larga un centimetro attorno ad un ceppo. È ottima con ragù di carne di cinghiale. Tipica della zona di Civitella del Tronto, nel teramano.

- Sagne a pèzze (tacconelle): una delle paste più diffuse e apprezzate della regione. Le sagne vengono esaltate da un condimento a base di sugo di pomodoro fresco a pezzetti, basilico, aglio e olio extravergine d’oliva e insaporito con formaggio pecorino grattugiato. Altri condimenti adatti sono i legumi, generalmente fagioli, ceci o fave fresche con guanciale. Una derivazione, talvolta di pezzatura appena più grande, sono i papicci o pappicci teramani, da condire con un sugo di pomodoro, talvolta contenente guanciale o pancetta a tocchetti, peperoncino. Nella zona dell’alto Sangro le sagne con fagioli, con l’aggiunta delle patate, sono chiamate abbòtta pezzènte, quasi a sottolineare il forte valore nutrizionale di questa minestra e, al tempo stesso, la sua economicità.

- Scrippelle: con ogni probabilità sono una derivazione rielaborata delle crêpes francesi. Tipiche del teramano, si presentano come sottili frittatine preparate con farina, uova e acqua. Oltre che mbusse (bagnate) in brodo di gallina, possono essere utilizzate per un’altra squisitezza tradizionale della zona, il timballo: si tratta di una preparazione che utilizza le scrippelle in sostituzione della sfoglia di pasta, con le scrippelle disposte a strati, una sull’altra, e alternate con un ricco condimento, che può essere sia in bianco con carciofi fritti (oppure spinaci o piselli) e scamorza, sia aggiungendo un sugo realizzato con un trito di carne di manzo, agnello e maiale, polpettine, pomodoro, cipolla, carota, parmigiano e uova sbattute con il latte. Questo stesso condimento può accompagnare i cannelloni (scrippelle arrotolate e ripiene di un impasto a base di carne o di ricotta e spinaci) e anche i fagottini. Sempre nel teramano, si trovano altre tipologie: di sfoglia in bianco con carciofi e alla Borbonica (Civitella del Tronto).

### I dolci
- Cagionetti (caggiunitt', caggionetti, caviciunette): dolce natalizio fritto simile ad un raviolo, con impasto di farina, olio e vino bianco. Il ripieno è composto da ceci, cacao, mosto cotto, cannella e bucce di arancia; nella zona di Teramo e di Montorio al Vomano il ripieno è composto da pasta di castagne, mandorle tritate, cioccolata fondente, buccia di limone, rum, miele, cannella; ad Ortona e Chieti invece il ripieno è composto da un impasto di marmellata di uva nera di Montepulciano, mandorle e noci tostate e macinate, cannella e cacao.

- Cicerchiata: a base di pasta di farina, uova e, in alcuni varianti, burro o olio d'oliva, zucchero, liquore o succo di limone. Da questa si ricavano palline di circa un centimetro di diametro che vengono fritte nell'olio d'oliva o nello strutto. Scolate, vengono mescolate con miele bollente e disposte a mucchio. Il miele raffreddandosi cementa le palline fra loro e dà solidità alla struttura. Spesso la superficie superiore viene decorata con mandorle tostate e tritate o con confettini colorati, che ricordano la festa e l’allegria carnascialesca. Come spesso avviene con i dolci tradizionali e antichi, esistono varianti che aggiungono ingredienti diversi alla ricetta base.

- Cumbriziun' (sbattute): simili a panini soffici e morbidi, vengono preparati con farina, uova, zucchero, olio di oliva, latte, ammoniaca e limone.

- Ferratella (cancellata, pizzella, neola): dolce tipico abruzzese diffuso in tutta la regione, di consistenza morbida (più alta) o più croccante (più sottile) a seconda della ricetta e del ferro utilizzato, creato con pasta da biscotto cotto tramite una doppia piastra arroventata sul fuoco, che stringendo la pasta sopra e sotto, dà al dolce la forma caratteristica di cialda percorsa da nervature. Tradizionalmente le ferratelle erano tipici dolci matrimoniali, offerti agli invitati che si recavano a visitare la dote esposta dalla sposa, ma la preparazione di questo dolce si è estesa a tutte le feste di carattere religioso e civile.

- Lingue di suocera: piccoli dolci fatti con farina o farina di farro biologico, mandorle abbrustolite intere, zucchero, cioccolato fondente, burro o margarina, anice, un bicchierino di punch, mezzo bicchierino di grappa e una bustina di vanillina. Servite a fine pasto, sono anche adatte ad accompagnare un distillato o un liquore tradizionale. Diffuse prevalentemente nella provincia di Chieti.

- Pepatelli: tipici della provincia di Teramo, in particolare delle zone montane e pedemontane dell’entroterra, sono piccoli biscotti piatti dello spessore di circa mezzo centimetro, di colore giallo-grigio, duro ed elastico alla masticazione, preparati con farina intera, miele, mandorle e pepe macinato. La loro ricetta e la loro tradizione si ricollegano con evidenza al medievale “pan pepato”, tipico delle regioni dell’Appennino centrale, di cui rappresentano una delle numerose varianti.

- Pizza di Pasqua: torta di forma cilindrica di colore dorato scuro appartenente alla categoria dei dolci legati alle festività, diffusa in tutta la regione. Preparata con farina, latte, uova, lievito di massa, olio di oliva, zucchero, semi di anice, scorza di limone grattugiata, cedro candito, uva secca e cannella.

- Rimpizza: ha la tipica forma del maritozzo e presenta caratteristici rilievi concentrici in superficie derivanti dalla lavorazione dell’impasto, costituito da farina, lievito naturale, uova, olio di oliva o di semi, lievito di birra, zucchero, latte e semi di anice. La tradizione vuole che cesti pieni di rimpizze, insieme al vino e all’acqua, venissero offerti agli uomini al lavoro durante la trebbiatura del grano. Diffusa nella provincia di Pescara[34].

- Spumini: tipici pasticcini abruzzesi, realizzati con un impasto a base di mandorle, zucchero, limone grattugiato, cannella in polvere e glassa di albume d’uovo.

- Torcinelli (turcinill): tipici dolci soffici e morbidi del periodo natalizio, di antichissima tradizione preparati con patate, farina, uova, zucchero, semi di anice e lievito di birra, hanno forma allungata e attorcigliata. Diffusi soprattutto in ambiente rurale, nella provincia di Pescara.

- Tarallucci: l’impasto è fatto con farina, vino e olio, il ripieno con mostocotto, mandorle, cioccolato fondente e caffè. Dolce tipico di Casalbordino.

- Uccelletti (celli pieni, lì cellit, mezzalune): composti da una sfoglia croccante di pasta fatta con farina, olio e vino bianco dentro la quale si nasconde un morbido ripieno di marmellata d’uva o di fichi, mandorle, zucchero e biscotti secchi. Il nome deriva dalla loro forma, che riproduce appunto il profilo di un uccellino, anche se spesso nelle varianti più recenti è rimasta solo una mezzaluna, come simbolo del corpo del volatile. Originari del teramano, ma prodotti in tutto il territorio regionale.

Per dettagli sulla preparazione si possono consultare Cucina abruzzese, Dolci abruzzesi e l’Atlante dei prodotti tradizionali d’Abruzzo.

### La birra
Il grosso della produzione della birra è concentrato in Abruzzo. Il grano Solina è aggiunto agli ingredienti classici: acqua, malto d'orzo, luppolo e lieviti; il mosto può essere addizionato di zucchero di canna e spezie (scorza di limone o di arancia, coriandolo, pepe verde). Il processo di produzione, in genere, non comprende pastorizzazione e filtrazione. Con una gradazione alcolica non superiore al 5% e un International Bitterness Unit (IBU) che varia da 23 a 30, si abbina ad antipasti, pizze bianche, carni alla griglia, formaggi, salumi, fritture e secondi di pesce, a una temperatura di servizio consigliata di 6°-8°C. Si trova in vendita alla spina e in bottiglie da 33 cl, ma il formato più comune è quello di 75 cl, in vendita ad un prezzo tra €8,50 e €11,00. 